# Air Buster
Air Buster (エアロブラスターズ?), anche sottotitolato Trouble Specialty Raid Unit, è un videogioco arcade del 1990 sviluppato da Kaneko. Il gioco è stato convertito per TurboGrafx-16 e Sega Mega Drive e distribuito con il titolo Aero Blasters.

## Modalità di gioco
Air Buster è uno sparatutto a scorrimento orizzontale che prevede una modalità multigiocatore co-op.